# Reprodukt
Reprodukt – niemieckie wydawnictwo komiksowe z siedzibą w Berlinie (Berlin-Schöneberg), założone w 1991 roku. Wydaje w przeważającej części amerykańskie, francuskie i niemieckie komiksy alternatywne ale też komiksy o charakterze autobiograficznym i fantasy (rocznie ok. 20–25 albumów). Polskie wydawnictwo Kultura Gniewu wydało dotychczas kilka albumów pochodzące ze stajni Reprodukt, m.in. „Insekt” (Sascha Hommer) i „Bend” (Mawil).

## Autorzy niemieckojęzyczni
- Andreas Michalke
- Minou Zaribaf
- Markuss Golschinski
- Mawil
- Arne Bellstorf
- Anke Feuchtenberger
- Sascha Hommer
- Reinhard Kleis

## Autorzy anglojęzyczni
- Charles Burns
- Daniel Clowes
- Julie Doucet
- Craig Thompson
- Adrian Tomine

## Autorzy frankofońscy
- David B.
- Patrice Killofer
- Jean-Christophe Menu
- Lewis Trondheim
- Joann Sfar
- Manu Larcenet
- Christophe Blain